# Crise postélectorale yougoslave de 2000

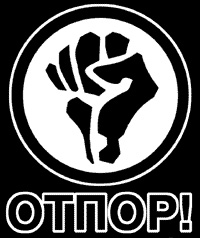
Symbole du mouvement serbe Otpor fondée au début des années 1990 en Serbie.

Les manifestations du 5 octobre 2000 en Serbie (en serbe en écriture cyrillique : Демонстрације 5. октобра 2000. et en caractères latins : Demonstracije 5. oktobra 2000.), parfois familièrement appelées révolution des bulldozers, renvoient à une série d'événements qui ont eu lieu en 2000 à Belgrade, dans la république fédérale de Yougoslavie. Ces événements ont abouti au départ de Slobodan Milošević, le 5 octobre 2000. Son surnom de « Révolution des Bulldozers » provient d'un des épisodes les plus célèbres de cette révolution, quand un conducteur de bulldozer, Ljubisav Đokić, surnommé Joe, attaqua le bâtiment de la Radio-télévision de Serbie, perçu comme un symbole de la propagande du régime de Milošević.
La révolution serbe a permis la chute du régime en place à travers des mouvements pacifiques,  en utilisant de nouveaux outils techniques comme le téléphone mobile et internet. 
Postérieurement, la révolution serbe d'octobre 2000 a influencé les révolutions géorgienne (révolution des Roses de 2003), ukrainienne (révolution orange de 2004) et kirghize (révolution des Tulipes de 2005). Elle fait également partie des révolutions de couleur.

## Contexte
Le gouvernement américain fait du renversement du gouvernement serbe sa priorité à partir de la fin des années 1990. À l'approche des élections de 2000, les autorités américaines se rapprochent des mouvements d'opposition serbes, leur procurent des financements et des instructeurs. Selon le Washington Post, l’opération contre Milošević a coûté 41 millions de dollars aux États-Unis : « Ce fut le début d’un effort exceptionnel pour détrôner un chef d’État étranger non pas à travers une opération secrète, à l’instar de celles que la CIA a menées en Iran ou au Guatemala, mais en utilisant les techniques d’une campagne électorale moderne. »
À l'été 2000, Slobodan Milošević, élu président de la république fédérale de Yougoslavie pour un mandat non renouvelable, fit changer la loi électorale afin de pouvoir briguer un second mandat. Alors qu'il pouvait se maintenir en place jusqu'en juin 2001, il annonça des élections anticipées pour septembre 2000. Peu après, le mouvement Otpor lança une campagne pour mettre fin au régime et pour le remplacer par un autre plus démocratique. Pour renforcer leur pouvoir d'action, 18 partis se rassemblèrent dans une coalition appelée Opposition démocratique de Serbie (DOS) ; la DOS choisit comme candidat Vojislav Koštunica. L'élection eut lieu le 24 septembre 2000. À l'issue du scrutin, la coalition DOS annonça qu'elle avait remporté plus de la moitié des suffrages. Milošević, de son côté, proclama qu'aucun candidat n'avait obtenu la majorité et qu'un second tour était nécessaire. Protestant contre les irrégularités électorales du régime, la DOS en appela à une protestation pacifique contre le régime.

## Événements
Le mouvement de protestation commença avec une grève dans les mines de la Kolubara, qui produisent plus de la moitié de l'électricité de la Serbie. Il atteignit son comble le 5 octobre 2000. Plusieurs centaines de milliers de manifestants (dont des Delije de l'Étoile Rouge de Belgrade), venus de toute la Serbie, se rassemblèrent à Belgrade, sans grande répression policière. Les studios de la Radio Télévision de Serbie (RTS) furent pris d'assaut et la RTS fut immédiatement baptisée Novi RTS (« la nouvelle RTS »). Cette action fut perçue comme le signe de la perte de pouvoir du régime. De fait, entre les élections et la manifestation, Milošević promit de quitter le pouvoir au terme de son mandat présidentiel, en juin 2001. Mais sous la pression des événements, il donna sa démission le 7 octobre 2000 et Vojislav Koštunica accéda à la Présidence de la République. Aux élections législatives de décembre 2000, l'Opposition démocratique de Serbie remporta les deux tiers des suffrages.
Le 1er avril 2001, accusé de fraude et d'abus de pouvoir, Slobodan Milošević fut arrêté et, le 28 juin 2001, il fut remis aux autorités de La Haye, afin qu'il soit jugé par le Tribunal pénal international pour l'ex-Yougoslavie. Le 11 mars 2006, il fut retrouvé mort dans sa cellule.